# ユリズイセン科
ユリズイセン科（ユリズイセンか）もしくはアルストロメリア科 (アルストロメリアか、学名：Alstroemeriaceae) は、APG植物分類体系またはダールグレン体系における単子葉植物の科であり、いずれの体系でもユリ目に属す。他の分類体系ではユリ科、もしくはヒガンバナ科に含まれる。3-4属があり、200種ほどが知られる。科名は「分類学の父」と呼ばれるカール・フォン・リンネの友人だったクラース・アルストレーマー男爵 (Clas Alströmer 1736 - 1794) に因んだものである。

## 分布、形態
分布は中南米。塊茎や地下茎を持つものが多く、ほとんどが多年生である。ユリズイセンの仲間は花が美しいものが多く、園芸植物として改良が進んでいる。花は内花被片3枚と外花被片3枚（融合する場合としない場合あり）、雄蕊は内側3本と外側3本、雌蕊は3本の心皮が融合して1本に見え、子房下位である。

## 分類
- Alstroemeria アルストロメリア属
- Bomarea ボマレア属
- Leontochir レオントキール属
- Schickendantzia

レオントキール属はボマレア属に含め、Schickendantzia属はアルストロメリア属とSchickendantziella属に分割することもある。

またAPG植物分類体系第3版(2009年)において、APG植物分類体系第2版(2003年)までは近縁だが別であったルズリアガ科(Luzuriagaceae)がユリズイセン科に併合された。